# Vincent de Salaberry de Benneville

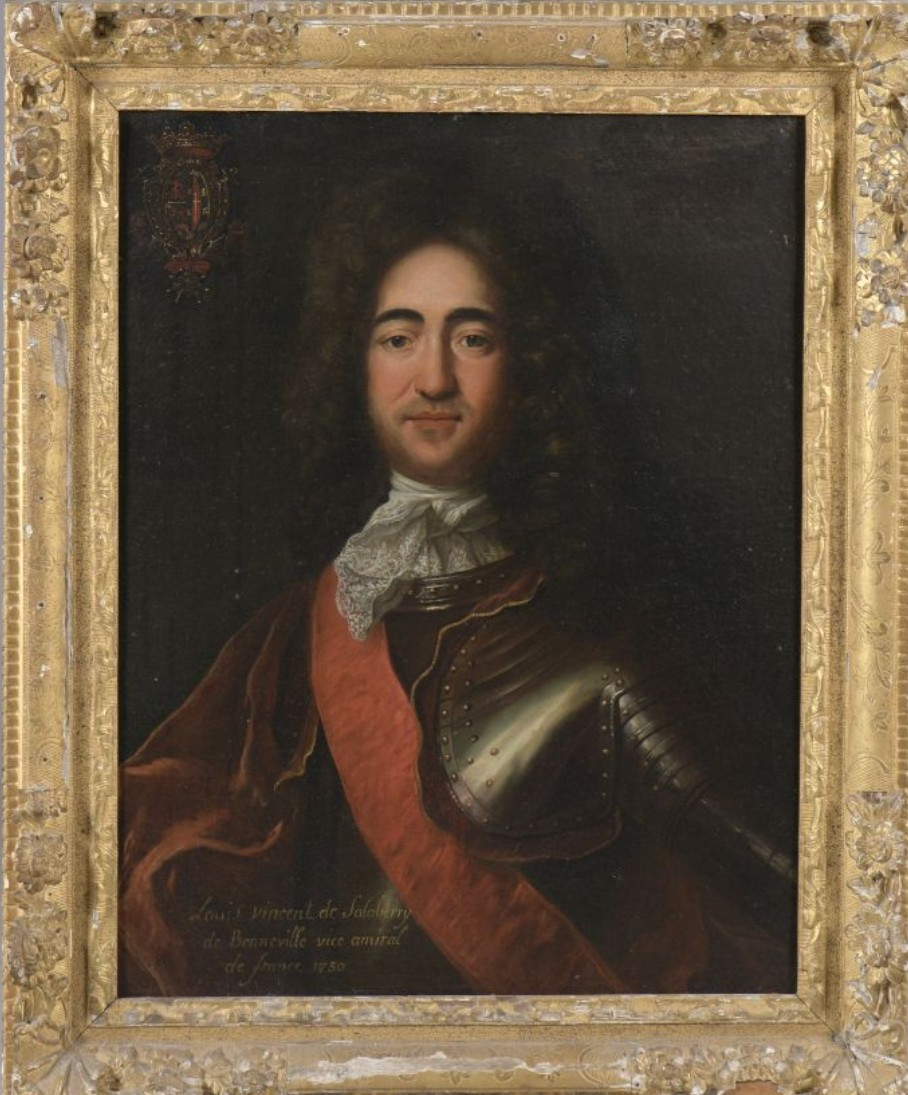
Vincent d’Irumberry de Salaberry de Benneville, zeitgenössisches Porträt.

Vincent d’Irumberry de Salaberry de Benneville (* 17. März 1663 in Charleville, Frankreich; † 30. Dezember 1750 in Paris) war ein französischer Seeoffizier und Aristokrat während der Herrschaft der Könige Ludwigs XIV. und Ludwigs XV. Er beendete seine Karriere als Vice-amiral de France und Kommandeur der Flotte du Levant.

## Biografie

### Herkunft und Familie

Familienwappen der Irumberry de Salaberry

Vincent de Salaberry de Benneville entstammte der Familie Irumberry de Salaberry, einer ursprünglich aus Nieder-Navarra stammenden Adelsfamilie mit weiterem Sitz in der Champagne. Die Stammreihe beginnt mit Pierre d'Irumberry, seigneur d'Irumberry, urkundlich 1467, Vater des Jean d'Irumberry, seigneur d'Irumberry et de Salaberry, der 1467 Léonore de San-Per heiratete, die Tochter von dom Léonor de San-Per, seigneur de San-Per, und Schwester von Raimond de San-Per. Mehrere Mitglieder der Familie, so auch Vincents Vater, dienten am Hof des Fürstentum Arches in Charleville.

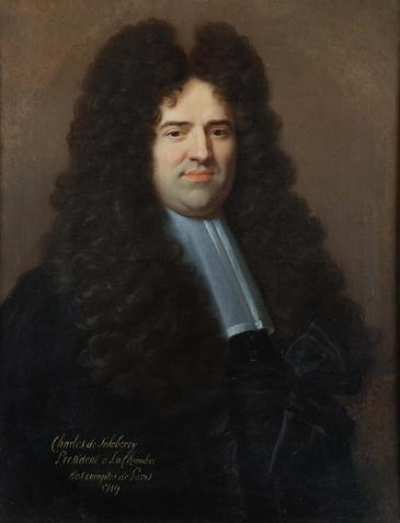
Bruder Charles, 1695

Sein Vater war Charles-Simon de Salaberry, Edelmann am Hof von Ferdinando Carlo von Gonzaga-Nevers, dem souveränen Fürst von Arches. Seine Mutter war Marie-Poncette Morel, Tochter von Viscount Claude Morel, Herr von Boistiroux, erster Präsident des souveränen Rates von Arches und Charleville, Conseiller d’État (deutsch: Staatsrat) und Intendant des Fürsten. Vincent d’Irumberry de Salaberry war das dritte von insgesamt fünf Kindern. Sein älterer Bruder war Charles d'Irumberry de Salaberry (15. Juli 1659 – 24. Juli 1734), Herr von Mareine, Suray, Fère-Champenoise usw., Erster Marineschreiber und Präsident der Rechnungsprüfungskammer.

### Marinekarriere
Vincent d’Irumberry de Salaberry trat 1681 in die Französische Marine ein. Ab dem 4. Juli 1684 diente er als Gardemarin und begleitete im darauffolgenden Jahr Alexandre de Chaumont zum Antritt von dessen Gesandtschaftsmission in Ayutthaya am Hof von Siam. Anschließend erlebte er während des Pfälzischen Erbfolgekrieges einen raschen Aufstieg in der militärischen Hierarchie. 1688 wurde er Brigadier der Marinegarde, am 1. Januar 1689 Fähnrich und am 20. Mai des folgenden Jahres Adjutant-Major. 1691 trat er als lieutenant de vaisseau (Leutnant zur See) in das Offizierskorps der Marine ein und wurde 1693 zum Fregattenkapitän befördert. 1696 übernahm er das Kommando über eine Fregatte und erhielt im selben Jahr vom König das Kapitänspatent.
Er wurde am 1. Januar 1703 „nach fünfzehn Dienstjahren“ zum Ritter des Ordre royal et militaire de Saint-Louis ernannt. Am 24. August 1704 nahm er an der Schlacht vor der Küste von Vélez-Málaga teil. Bei dieser Gelegenheit befehligte er Le Rubis, ein 56-Kanonen-Linienschiff als Teil der Vorhut unter dem Kommando des Vizeadmirals, Philippe Le Valois, Marquis de Villette-Mursay. Er zeichnete sich in diesem Kampf aus. M. d’Aspect, Geschichtsschreiber des Ordens von Saint-Louis, schrieb über ihn:

« Il eut affaire à des vaisseaux bien plus gros que le sien & qu’il contraignit de plier malgré l’inégalité des forces. »

„Er hatte es mit Schiffen zu tun, die viel größer waren als sein eigenes und die er zwang, sich trotz der ungleichen Kräfte zu fügen.“

Am 27. März 1728 wurde er zum Chef d’escadre (Konteradmiral) befördert und 1730 zu, Gouverneur von Château-Porcien in den Ardennen ernannt.
1736 erfolgte die Beförderung zum Lieutenant-général (Vizeadmiral) und im Folgejahr die Ernennung zum Kommandeur der Marienkräfte in Toulon. Er erreichte die Stadt im Dezember 1737 und übernahm dort Anfang 1738 das Kommando von Claude Aubery de Vastan, der aus einem jüngeren Offiziersjahrgang stammte.
Am 1. Januar 1745 wurde er zum Kommandeur des Ordens von Saint-Louis ernannt und erhielt eine Pension von 4000 Livres.
Er erhielt noch das Großkreuz dieses Ordens, bevor er im Februar 1750 zum Vice-amiral de France und Kommandeur der Levanteflotte mit Sitz in Toulon ernannt wurde. Er ersetzte hierbei Gaspard de Goussé de La Roche-Allard, der 1745 verstorben war.
Er starb am 30. Dezember 1750 im Alter von 87 Jahren. In einigen Biographien wird Toulon als sein Sterbeort angegeben, etwa bei Alexandre Maza (S. 106). Tatsächlich ist er in Paris gestorben, da er Toulon bereits 1745 verlassen hatte.